# Jorge Guilherme de Hanôver (1880–1912)
Jorge Guilherme de Hanôver, Príncipe do Reino Unido e Hanôver, Duque de Brunsvique-Luneburgo (Georg Wilhelm Christian Albert Edward Alexander Friedrich Waldemar Ernst Adolf Prinz von Hannover; Gmunden, 28 de outubro de 1880 – Nackel, 20 de maio de 1912) era o filho mais velho de Ernesto Augusto, Príncipe Herdeiro de Hanôver (1845–1923) e de Tira da Dinamarca (1853–1933), a filha mais nova de Cristiano IX da Dinamarca (1818–1906) e Luísa de Hesse-Cassel (1817–1898). Jorge Guilherme era um bisneto de Jorge III do Reino Unido (1738–1820) e de Carlota de Mecklemburgo-Strelitz (1744–1818).

## Vida
Jorge Guilherme  serviu como Capitão do Regimento 42 da Áustria. Foi feito um honorário Cavaleiro da Grande Cruz da Real Ordem Vitoriana pelo rei Jorge V do Reino Unido em 8 de junho de 1910.
O príncipe morreu em um acidente de trânsito em 20 de maio de 1912 com 31 anos em Nackel, Brandemburgo, Alemanha. Ele estava se dirigindo ao funeral de seu tio Frederico VIII da Dinamarca. Ao tempo de sua morte, Jorge Guilherme  era solteiro e não deixou filhos. Era conhecido na família pelo apelido de "Plumpy."

### Títulos e estilos
- 28 de outubro de 1880 –  20 de maio de 1912: Sua Alteza Real  príncipe Jorge Guilherme  de Hanôver e Cumberland, Príncipe da Grã-Bretanha e Irlanda, Duque de Brunsvique-Luneburgo